# Buriganga
Buriganga ist ein 18 km langer, bis zu 8 m tiefer Fluss am südlichen Rand von Dhaka in Bangladesch.

## Historisches
In früheren Zeiten ist er wahrscheinlich im Bett des Padma geflossen, bis der Padma etwa zwischen 1600 und 2000 n. Chr. seinen Verlauf änderte.

## Gewässerverschmutzung
In den 2000er Jahren wurden Umweltverschmutzungen im Buriganga offensichtlich. Da ein Zusammenhang mit dort ansässigen Gerbereien bestand, siedelten diese teilweise an den Dhaleshwari um. Dennoch konnte das Wasser des Buriganga in den 2010er Jahren nicht als Trinkwasser genutzt werden, sodass dafür Grundwasser genommen werden musste, was eine Absenkung des Grundwasserspiegels von mehreren Metern im Raum Dhaka zur Folge hatte.